# 마이크로소프트 오피스 웹사이트
마이크로소프트 오피스 웹사이트(Microsoft Office Website)는 마이크로소프트 오피스용 도구 및 지원을 하는 공식 웹사이트다. 이 사이트는 오피스 사용법, 팁, 템플릿, 클립 아트, 미디어, 생산성 향상 도구, 다운로드(오피스 프로그램용 애드온 포함), 웹 기반 도구 등을 제공한다.
오피스 온라인의 콘텐츠는 테크넷 라이브러리나 MSDN 라이브러리처럼 오프라인에서도 사용 가능한 마이크로소프트 윈도우나 비주얼 스튜디오 관련 문서와 다르게 인터넷에서만 볼 수 있다.
마이크로소프트 오피스 온라인은 오피스 2010부터 Office.com으로 바뀌었다.